# Fissura-orbitalis-superior-Syndrom
Das Fissura-orbitalis-superior-Syndrom ist ein komplexes neurologisches Krankheitsbild mit Ausfällen der Hirnnerven III (N. oculomotorius), IV (N. trochlearis) und VI (N. abducens), sowie des Nervus ophthalmicus als erstem Ast des Hirnnervs V (N. trigeminus). Die Lokalisation der Störungen befindet sich an einem Knochenspalt zwischen dem hinteren Teil der Augenhöhle (Orbita) und der mittleren Schädelgrube, der Fissura orbitalis superior. Sie ist namensgebend für das Syndrom.

## Ursachen
Die Fissura orbitalis superior befindet sich zwischen dem kleinen und großen Keilbeinflügel und ist der Durchtrittsort unter anderem der genannten Hirnnerven vom Schädel in die Augenhöhle. Störungen werden in der Regel durch raumfordernde Prozesse, wie zum Beispiel Tumoren (Meningeome, Kraniopharyngeome, Metastasen) oder Aneurysmen und Thrombosen der A. carotis interna oder auch traumatische Verletzungen ausgelöst. Auch entzündliche Prozesse können für entsprechende Läsionen verantwortlich sein.

## Symptome
Die Symptomatik ist wegen der Beteiligung mehrerer Hirnnerven sehr komplex und vielfältig. Da alle Augenmuskelnerven betroffen sind, liegen im Allgemeinen massive Bewegungsstörungen der Augen bis hin zu totaler Ophthalmoplegie, sowie ein teilweises oder vollständiges Herabhängen des Augenlides (Ptosis) vor. Auch kann es zu Störungen der Naheinstellungsfähigkeit (Akkommodation) und einer Pupillenstarre mit Miosis kommen. Als ein weiteres typisches Zeichen gilt ein massiver Kopfschmerz im Bereich der Augenhöhle beziehungsweise dahinter. In manchen Fällen tritt ein Exophthalmus auf. Ebenso ist eine Aufhebung der Hornhautsensibilität möglich.

## Diagnostik
Die klinischen Zeichen lassen sich mittels strabologischer Untersuchungsverfahren verifizieren und die Ursachen in der Regel durch bildgebende Verfahren wie Magnetresonanztomographie (MRT) und  Craniale Computertomographie (CCT), eventuell auch durch Lumbalpunktion ermitteln. Differentialdiagnostisch abzugrenzen ist das Orbitaspitzensyndrom als eine Erweiterung des Fissura-orbitalis-superior-Syndroms unter Mitbeteiligung des Hirnnerv II, des Nervus opticus, mit Optikusatrophie und spezifischen Gesichtsfeldausfällen (Skotomen), sowie das Sinus-cavernosus-Syndrom.

## Therapie
Eine Therapie verfolgt in erster Linie die neurologische Behandlung der ursächlichen Krankheitsauslöser.
Ein symptomatischer Therapieversuch kann mit oralen Glukokortikoiden durchgeführt werden.